# فرنسيس ليزلي أشتون
فرنسيس ليزلي أشتون (بالإنجليزية: Francis Leslie Ashton)‏ (24 يونيو 1904 في المملكة المتحدة - 1 يوليو 1994، إيلي في المملكة المتحدة)؛ روائية بريطانية.